# انتخابات الرئاسة الأرجنتينية 1874
انتخابات الرئاسة الأرجنتينية 1874 هي انتخابات رئاسية جرت في 1874، في الأرجنتين.
فاز بالانتخابات نيكولاس أفيلانيدا.